# 花園町 (福島市)
花園町（はなぞのちょう）は、福島県福島市の町名。丁番を持たない単独町名である。郵便番号は960-8112。

## 地理
市の本庁所管にあたる中央東地域に属し、中心市街地の東部に位置する。東西は福島市道浜田町春日町線から福島市道舟場町山下町線にかけての約310m、南北は福島市道30号曾根田三本木線から福島市道142号旭町森合町線にかけての約250mの長方形の範囲を町域とする。北で山下町、北東で旭町の南西角、東で北五老内町、南東で五老内町、南で松木町、南西で新浜町の北東角、西で霞町と隣接する。上町に所在する 福島警察署及び天神町に所在する福島消防署のそれぞれ管轄にあたる。町域の半分ほどを桜の聖母学院の学校施設と福島地方裁判所が占める。

## 歴史
1940年代に従来の大字小山荒井を廃し、地番呼称変更が行われ設置された。1964年に住居表示が実施され現在に至る。

## 世帯数と人口
2021年（令和3年）10月31日現在の世帯数と人口は以下の通りである。
| 町丁   | 世帯数  | 人口  |
| ------ | ------- | ----- |
| 花園町 | 153世帯 | 292人 |

## 小・中学校の学区
市立小・中学校に通う場合、学区は以下の通りとなる。
| 番地 | 小学校                 | 中学校                 |
| ---- | ---------------------- | ---------------------- |
| 全域 | 福島市立福島第二小学校 | 福島市立福島第二中学校 |

## 交通

### 鉄道
- 域内に鉄道施設は無い。

### 道路
- 福島市道30号曾根田三本木線
- 福島市道108号仲間町春日町線
- 福島市道142号旭町森合町線

### バス
福島交通路線バス
- 福島市役所前
  - 大波経由掛田駅前行 / 文知摺観音・大波経由掛田駅前行（1番ポール）
  - 市内循環ももりん1コース（大町先回り）（21番ポール）
  - 宮下町経由福島駅東口行 / 由添団地経由庭坂行 / 福高経由福島駅東口行（2番ポール）
  - 市内循環ももりん2コース（美術館先回り（22番ポール）

このうち1・21番ポールが当町域内であり、その他は対向車線側の五老内町に位置する。また、当町名を関した花園町バス停は東隣の北五老内町に位置する。

## 施設
- 福島地方裁判所・福島家庭裁判所
- 桜の聖母短期大学
- 桜の聖母学院小学校・幼稚園